# Станіслав Цар
Станіслав Цар (пол. Stanisław Car; 26 квітня 1882, Варшава — 18 червня 1938, там же) — польський політичний і громадський діяч, правознавець, юрист, міністр юстиції. Головний державний радник Польської Республіки. Віце-маршал (1930—1935), а потім маршал (голова) Сейму Польської Республіки, нижньої палати парламенту (1935—1938).

## Біографія
До 1905 року вивчав право у Варшавському університеті, потім до 1907 року продовжив навчання в Імператорському Новоросійському університеті в Одесі (нині Одеський національний університет імені І. І. Мечникова). У 1908—1911 роках проходив адвокатську практику. Відкрив приватну адвокатську контору. Був мировим суддею в одному з округів Варшави в 1915 році.
Добровольцем вступив в Польські легіони під командуванням Ю. Пілсудського. Надалі був близьким соратником Юзефа Пілсудського до його смерті в 1935 році.
Під час першої світової війни брав участь в організації польських цивільних судів, потім працював в юридичній комісії, яка підготувала проект організації судової системи та судочинства в Польщі.
Був редактором журналів «Dziennik Praw Państwa Polskiego» і «Dziennik Urzędowego Ministerstwa Sprawiedliwości». У 1918 до 1923 року — керував Громадянської Канцелярією Начальника держави Пілсудського. Станіслав Цар — головний державний радник Польської Республіки. З середини 1920-х років пропагував необхідність сильної виконавчої влади в республіці. Брав участь в підготовці травневого перевороту в 1926 р У грудні 1928 г. С. Цар очолив міністерство юстиції. У 1931—1934 активно працював над зміною польської конституції. Один з головних авторів нової Конституції Польської Республіки, прийнятої в квітні 1935 року, незадовго до смерті Пілсудського, в яку увійшли основні принципи Санації: сильна централізована держава з президентською системою правління.
Брав участь в роботі по уніфікації польських законів, а будучи міністром юстиції займався їх кодифікацією.
У 1930—1938 р — депутат Сейму. З 1930 по 1934 р займав пост віце-маршала, а з 1935 до своєї смерті в 1938 р — очолював Польський Сейм.